# Поліморфізм (мінералогія)
Поліморфі́зм — у мінералогії — здатність однакових за складом хімічних речовин кристалізуватись у різних видах симетрії, які належать до різних сингоній (наприклад, алмаз — графіт).

## Загальна характеристика
Існування поліморфних відмін (модифікацій) визначається певними термодинамічними умовами, при яких відбуваються зміни в будові кристалічної ґратки речовин.
Першовідкривач явища поліморфізму — Мартін Генріх Клапрот. Він у 1798 році встановив, що різні мінерали кальцит та арагоніт мають однаковий хімічний склад — СаСО3.

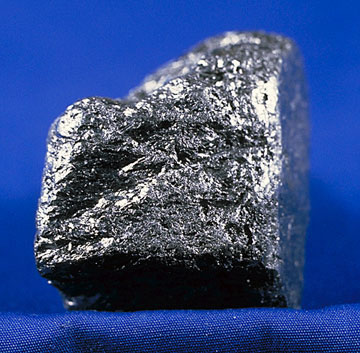
Графіт
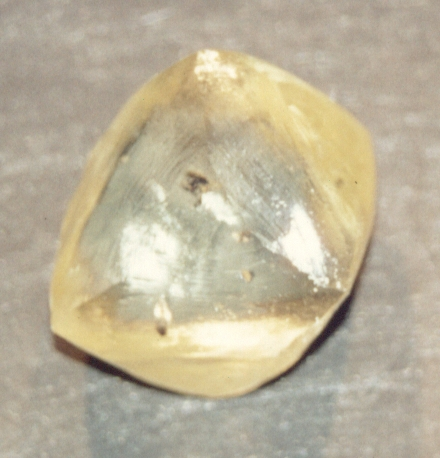
Алмаз

## Диморфізм
Диморфізм — вид поліморфізму, при якому речовина кристалізується в двох сингоніях.